# Брен (поглавар)
Брен (лат. Brennus) је био полулегендарни галски поглавар који је извео чувену пљачку Рима 390. или 387. п. н. е.
Током 4. века п. н. е. почела је сеоба келтских (галских) племена из средње Европе у јужније, медитеранске крајеве. Рачуна се да су у том периоду различита келтска племена (Боји, Сенони, Инсубри...) населила долину реке По. Године 390. п. н. е. (или 387. по грчком историчару Полибију из Мегалопоља) једна група Сенона предвођена Бреном се упутила у пљачкашки поход јужно од Апенина. Гали су затим опсели Клузиј (Clusium) у Етрурији, а римски посланици, који је требало да посредују у мирном разрешењу ситуације, ступили су у борбу на страни Клузија. Након што је један од њих убио келтског поглавара, Брен је повео своје људе на Рим захтевајући исплату одштете (крвнине). Римска војска, која је изашла пред Келте, разбежала се након битке на Алији, једној од притока Тибра. У Риму је завладала паника, становништво предвођено свештеницима је евакуисано, а преостали војно способни мушкарци су се повукли у тврђаву на брегу Капитолу. Сам град је препуштен Бреновим пљачкашима. После седам месеци опсаде Капитола, Келти су пристали да се повуку под условом да буду исплаћени у чистом злату. Приликом јавног мерења откупнине, Римљани су се пожалили на тегове које су Гали користили. Брен је тада на тас са теговима бацио и свој мач, демонстрирајући тако своју надмоћ над Римљанима, и изговорио чувену реченицу: „Vae victis!” („Тешко побеђенима!”). Након исплате Келти су се повукли, а Рим се убрзо опоравио од разарања и ударца који је галска пљачка нанела угледу града.
Римска традиција је касније овој епизоди додала читав низ појединости које је требало да укажу на тежину римског положаја и истакну примере јунаштва њихових предака. По традицији, галско освајање Капитола су осујетиле свете гуске посвећене богињи Јунони које су разбудиле римску стражу својим гакањем. Други важан додатак је повест о улози чувеног римског државника Марка Фурија Камила. Камил је наиме боравио у граду Ардеји у прогонству у време галске пљачке, али су га Римљани опседнути на Капитолу изабрали за диктатора и позвали у помоћ. Он је у Веји окупио остатке војске поражене на Алији и појавио се у тренутку исплате данка Келтима. По овој традицији, која је очигледно требало да ублажи слику о догађајима из 390—387, Камил је одузео Галима злато и затим их истерао из Рима. У сваком случају, иако археолошка истраживања не показују да је Рим стварно разаран почетком 4. века, келтска најезда је уздрмала римску доминацију у Лацију и средњој Италији (Самнитски ратови).
Историја памти још неколико келтских поглавара истог или сличног имена са Бреном, пљачкашем Рима. Извесни Брен, опустошио је северну Грчку 279. године пре н. е, а 69. године н. е. устанку германских Батава против римске владавине придружили су се келтски Канинефати предвођени Бриноном. Укратко, име Брен које су Хелени и Римљани приписивали различитим келтским поглаварима је пре могла бити титула пошто реч бренин на језику британских Келта значи „краљ”.